# Teodorico, o Monge
Teodorico, o Monge (em latim: Theodoricus monachus) foi um monge beneditino norueguês do século XII. Ele escreveu uma história em latim sobre os reis da Noruega, Historia de Antiquitate Regum Norwagiensium em uma data entre 1177 e 1188.
O trabalho de Teodorico é um dos sinóticos noruegueses, as mais velhas sagas dos reis preservadas. Os outros são História da Noruega e Ágrip af Nóregskonungasögum, e dependia fortemente de fontes islandesas.